# Oulad Mkoudou
Oulad Mkoudou  (in arabo أولاد امكودو‎?) è un centro abitato e comune rurale del Marocco situato nella provincia di Sefrou, regione di Fès-Meknès. Conta una popolazione di 6 667 abitanti (censimento 2014).